# Haras
Haras je hrubá vlněná valchovaná tkanina se zvláštním leskem a omakem. Název je odvozen od jména francouzského Arrasu, který byl ve středověku významným střediskem vlnařské výroby. Výrobky tohoto druhu jsou známé jen z minulosti jako:
- tkaniny v různých vazbách (plátno, kepr, atlas) a hustotách (12–24 nití / cm), pod různými názvy (šamlat, raša, hara aj) a z různých materiálů (velbloudí srst, srst kašmírské kozy).[1] V 1. polovině 20. století se z vlněného harasu zhotovovaly např. části moravských lidových krojů.[2]
- továrny na výrobu stuh z harasových přízí byly známé v 1. polovině 19. století např. Domažlicích,[3] v Brně,[4] a v roce 1851 (novostavba) ve Vídni[5]
- tapety (osnovní niti tapet z 15. století)[6].

## Harasová příze
Harasová příze (angl.: arras yarn) je ručně předený, dvojmo nebo vícenásobně skaný výrobek z česaných ševiotových vln. Vyznačuje se zvláštním leskem, pružností a ostrým omakem. Příze s tímto označením byla známá už od středověku, podle posledních písemných zmínek (ze 2. poloviny 19. století) se používala na krajky a na koberce. V 21. století se pro příze tohoto druhu označení haras (ani arras) nepoužívá.